# セルゲイ・ニコラエヴィッチ・ブラツコ

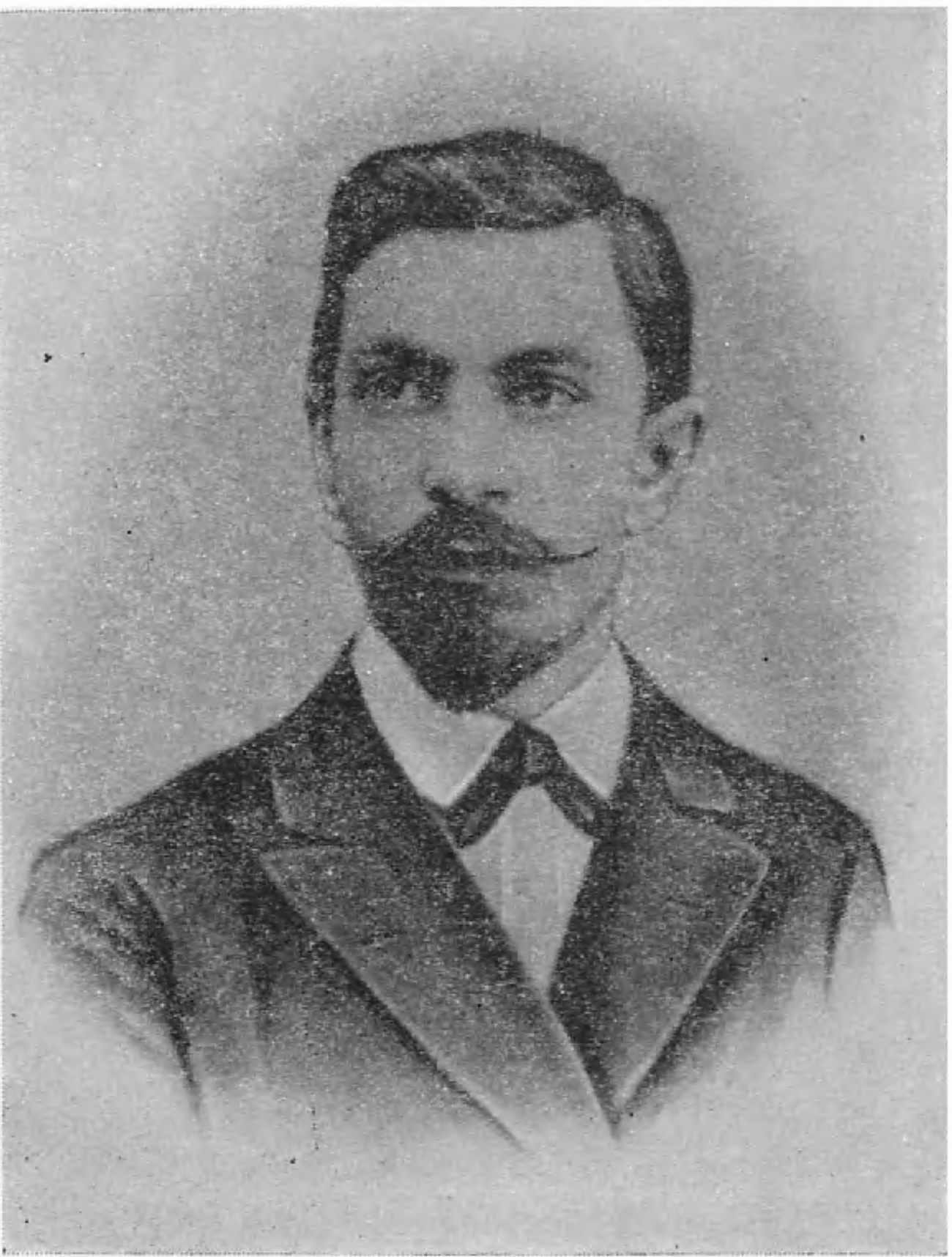
セルゲイ・ニコラエヴィッチ・ブラツコ

セルゲイ・ニコラエヴィッチ・ブラツコ（Sergey Nikolaevich Blazhko、Сергей Николаевич Блажко、1870年11月5日 - 1956年2月11日) はロシアの天文学者。

## 生涯と業績
1892年にモスクワ大学を卒業し、1894年からモスクワ天文台で天文台助手として勤務。1915年から同天文台観測員、1920年から31年までは同天文台の台長を務めた。1918年にはモスクワ大学天文学教授、1922年から31年にかけては同大学の天文・測地研究所の所長も務めた。1929年にはアカデミーの会員になっている。
主に変光星の研究で知られ、生涯に200以上の変光星を発見した。また現在ではブラツコ効果と呼ばれる、こと座RR型変光星に見られる10年単位の長い周期の変動を発見している。1917年にはアルゴル型変光星の研究から、食連星の軌道を求める一般法則を見出している。
1952年にソビエト連邦国家賞を受賞し、レーニン勲章を2回受章した。月のクレーターブラツコと小惑星 (2445)ブラツコ は彼にちなんで命名されている。